# Manuel Subiño
Manuel Subiño Ripoll (1904-1984) fue un arquitecto racionalista español, miembro del GATCPAC.

## Biografía
Estudió en la Escuela Técnica Superior de Arquitectura de Barcelona, donde se tituló en 1929. Fue uno de los miembros fundadores en 1930 del GATCPAC (Grupo de Arquitectos y Técnicos Catalanes para el Progreso de la Arquitectura Contemporánea). Este grupo abordó la arquitectura con voluntad renovadora y liberadora del clasicismo novecentista, así como la de introducir en España las nuevas corrientes internacionales derivadas del racionalismo practicado en Europa por arquitectos como Le Corbusier, Ludwig Mies van der Rohe, Walter Gropius y J.J.P. Oud. El GATCPAC defendía la realización de cálculos científicos en la construcción, así como la utilización de nuevos materiales, como las placas de fibrocemento o la uralita, además de materiales más ligeros como el vidrio.
Subiño se incorporó al GATCPAC como socio director y, dentro del organigrama, fue secretario. En 1931, los socios directores del GATCPAC organizaron un gabinete técnico para el estudio de diversos campos de actuación arquitectónica y urbanística, que fueron divididos entre sus miembros a través de comisiones: a Subiño, junto a Cristòfor Alzamora, le fue encomendado Ordenamientos municipales.
En 1933 elaboró con Josep González Esplugas un anteproyecto de sala de actos para el Colegio de Abogados de Barcelona y, al año siguiente, un proyecto de Bar Yokohama con Germán Rodríguez Arias. En 1937 elaboró un parvulario anexo al grupo escolar de la calle Salmerón 190-192, en Barcelona.